# Bódi Sylvi
Bódi Sylvi (született: Bódi Szilvia) (Debrecen, 1981. április 11. –) magyar modell, szépségkirálynő. 2002-ben megválasztották Magyarországon az Év Playmatejének.

## Élete
1996-ban lett Magyarország tini szépségkirálynője. 1996-1999 között minden szépségversenyt megnyert, amelyen elindult. A Miss Hungary szépségversenyen 3. helyezett lett, a Miss Európa versenyen beválogatták a 6 legszebb lány közé.